# Dizengoffova cena
Dizengoffova cena za malířství a sochařství je izraelská umělecká cena, udílená každoročně od roku 1937 radnicí města Tel Aviv jako uznání umělcům na poli malířství a sochařství. Založena byla o rok dříve a je pojmenována na počest prvního telavivského starosty Me'ira Dizengoffa.

## Seznam nositelů
V níže uvedené tabulce jsou zaznamenání nositelé Dizengoffovy ceny podle roku udílení a pole svého uměleckého působení.
| rok       | malířství | sochařství                                          |
| --------- | --- | --------------------------------------------------- |
| 1937      | Aharon Avni, Moše Mokady, Aire Fein, Šimšon Holcman, Chajim Glicksberg                                                 |                                                     |
| 1938      | Alef Kahana, Nachum Gutman, David Hendel, Menachem Šemi, Meron Sima, Šmu'el Ovadja, Arje Allweil, Jicchak Frenkel      | Trude Chajim                                        |
| 1939      | Pinchas Litvinovsky, Jišaj Kulbianski, Arje Navon                                                                      |                                                     |
| 1940      | Arje Orland, Meron Sima, Mordechaj Levanon                                                                             | Willy Levin                                         |
| 1941      | Moše Kastel, Chajim Schwarz, Avigdor Steimacki, Arje Aroch, Amiram Tamari                                              |                                                     |
| 1942      | Moše Mokady, Josef Zaricki, Menachem Šemi                                                                              |                                                     |
| 1943      | Jisra'el Paldi | Moše Sternschuss                                    |
| 1944      | Jechezkel Streichman, Arje Fein, Josef Kosonogi                                                                        | Batya Lishanski                                     |
| 1945–1946 | Robert Bazer, Marcel Janco, Elijahu Sygard, Jochanan Simon, Moše Kastel, David Hendler, Ester Lurie                    | Jicchak Danciger, Dov Feigin                        |
| 1947–1948 | Aharon Avni, Aliza Bak, Jicchak Frenkel, Ja'akov Aizenšer, Jechi'el Krize, Chaja Schwartz, Perec Rozenfeld, Cvi Schorr | Aharon Priwer, Moše Ziffer, Michael Karre           |
| 1950–1951 | Marcel Janco, Moše Mokady, Cvi Meirovic, Menachem Šemi, Leon Isaacov, Jochanan Ben Ja'akov, Blanca Tauber, Moše Propes | Elul Koso, Šošana Hejman, Rudi Lehmann, Arie Resnik |
| 1953      | Šalom Saba, Aharon Kahana , Jochanan Simon, Isidor Ašhejim, Aviva Ury                                                  | Ze'ev Ben Cvi                                       |
| 1954      | Aharon Giladi, Jechezkel Streichman, Josef Kosonogi                                                                    | Jechi'el Šemi                                       |
| 1956      | Nachum Gutman, Chajim Glicksberg, Josl Bergner, Avigdor Steimacki                                                      | Moše Sternschuss                                    |
| 1957      | Arje Lubin, Leo Kahn, Naftali Bezem                                                                                    | Batya Lishanski                                     |
| 1958      | Efrajim Lifšic, Mina Zisslman                                                                                          | Mordechaj Pitkin                                    |
| 1959      | Jisra'el Paldi, Šraga Weil                                                                                             | Zahara Schatz                                       |
| 1960      | Jean David, Elchanan Halperen, Chaja Schwartz                                                                          | Aharon Priwer                                       |
| 1961      | Jochanan Simon, Mordechaj Levanon, Cvi Meirovic, Mordechaj Arieli                                                      |                                                     |
| 1962      | Ja'akov Tesler, Josef Halevi, Sima Slonim                                                                              |                                                     |
| 1963      | David Meshullam | Cvi Aldouby                                         |
| 1964      | Geršon Davidovič, Jechezkel Kimchi, Re'uven Rubin (čestná cena)                                                        |                                                     |
| 1965      | John Byle | Buky Schwartz                                       |
| 1966      | Cila Naman, Kalman Hak                                                                                                 | Rudi Lehmann, Pinchas Eshet                         |
| 1967      | Pinchas Abramovic, Micha'el Gros                                                                                       | Šošana Hejman                                       |
| 1969      | Yechezkel Streichman, Kalman Hak                                                                                       | Robert Bazer                                        |
| 1976      | Osias Hofstatter, Chava Mehutan, Oded Feingersh                                                                        | Ja'akov Loutchansky (čestná cena)                   |
| 1978      | Eliahu Gat, Rafi Lavi                                                                                                  |                                                     |
| 1982      | Avigdor Luisada, Lea Nikel                                                                                             |                                                     |
| 1985      | Uri Lifšic | Jig'al Tumarkin                                     |
| 1990      | Šlomo Vitkin | Menaše Kadišman                                     |
| 1997      | Michal Na'aman, Jan Rauchwerger                                                                                        |                                                     |
| 2001      | Micha'il Grobman, Drora Domini, Gil Šani                                                                               |                                                     |
| 2005      | Pinchas Kohen Gan, Eli Petel                                                                                           |                                                     |
| 2007      | Deganit Berestová |                                                     |
| 2009      | David Re'eb |                                                     |
| 2011      | Arie Ben-Ron | Nahum Tevet                                         |
| 2013      | Joshua Borkovsky, Simcha Shirman (fotografie)                                                                          |                                                     |
| 2015      | Ido Bar-El, Nurit David                                                                                                |                                                     |
| 2017      | | Uri Katzenstein                                     |